# Mike O'Callaghan - Pat Tillman Memorial Bridge
Il ponte Mike O'Callaghan-Pat Tillman Memorial è un ponte ad arco situato negli Stati Uniti d'America che attraversa il fiume Colorado, al confine tra gli stati del Nevada e dell'Arizona (circa a 48 km a sud di Las Vegas). Il ponte fu aperto nel 2010, permettendo così al traffico della U.S. Route 93 di non passare più, come avveniva in precedenza, sul coronamento della Diga di Hoover.
Questa infrastruttura fa parte di un progetto più ampio denominato Hoover Dam Bypass costato circa 240 milioni di dollari che ha permesso di deviare il traffico da una strada tortuosa e pericolosa, lasciando il passaggio attraverso la diga di Hoover per scopi prettamente turistici.
Il ponte prende il nome da Mike O'Callaghan, ex governatore del Nevada e da Pat Tillman, ex giocatore di football che abbandonò la sua carriera negli Arizona Cardinals per arruolarsi nei Marines e che fu in seguito ucciso in missione in Afghanistan dal fuoco amico.